# Szekeres Pál (vívó)
Szekeres Pál (Budapest, 1964. szeptember 22. –) olimpiai bronzérmes, háromszoros paralimpiai bajnok magyar tőr- és kardvívó, sportvezető. Az első ember a világon, aki az olimpiai és a paralimpiai játékokon is érmet szerzett. 2024. június 16-tól európai parlamenti képviselő. 

## Sportolói pályafutása
1976-ban kezdett el vívni az Újpesti Dózsában, első sikereit is itt érte el. A válogatottba 1984-ben hívták be, 1987-ben világbajnoki bronzérmet szerzett csapat tőrvívásban. Az 1988-as szöuli olimpián Busa István, Érsek Zsolt, Gátai Róbert és Szelei István társaságában bronzérmet szerzett a férfi tőrcsapattal. Ezután átigazolt a BVSC-hez.
1991-ben súlyos autóbalesetet szenvedett, ami után kerekesszékbe kényszerült, de sportpályafutását nem fejezte be, hanem a mozgáskorlátozott sportolókat foglalkoztató Ballestra egyesület vívója lett. 1991 és 2003 között négy alkalommal lett Európa-bajnok, 1994-ben pedig világbajnok. Az 1992-es barcelonai paralimpián tőrvívásban, majd 1996-ban, Atlantában tőr- és kardvívásban is aranyérmet nyert, így ő lett az első sportoló, aki mind olimpián, mind paralimpián érmet szerzett. 2000-ben és 2008-ban bronzérmes lett tőrvívásban, 2004-ben pedig kardvívásban. 2008 őszén kinevezték az ép tőrözők szövetségi kapitányának.

## Sportvezetői pályafutása
1983-ban érettségizett a rákospalotai Dózsa György Gimnáziumban. 1986-ban kezdte meg tanulmányait a Testnevelési Főiskolán, melyet 1992-ben fejezett be. 1992-ben a Magyar Mozgáskorlátozottak Sportszövetségének alelnökévé nevezték ki, ahonnan 1999-ben távozott, amikor az Ifjúsági és Sportminisztérium fogyatékosok sportjával foglalkozó helyettes államtitkára lett. Ezen kívül 1996-ban a Nemzetközi Kerekesszékesvívó-szövetség elnökségi tagjává választották, 1996 és 1998 között egy gyógyászati segédeszközökkel foglalkozó cég marketingmenedzsere volt. 1997-ben szerzett másoddiplomát a Külkereskedelmi Főiskolán.
2001-ben az Európai Paralimpiai Bizottság végrehajtó bizottsági tagjává választották. 2004-ben, miután megszűnt a minisztérium, átkerült a Nemzeti Sporthivatalba. 2005-ben a Magyar Mozgáskorlátozottak Sportszövetségének elnökévé választották. 2010. június 7-én a Nemzeti Erőforrás Minisztériumának helyettes államtitkárává nevezték ki.
A politikával rövid ideig volt kapcsolata, a Magyar Demokrata Fórum esélyegyenlőségi munkacsoportjának tagja, 1998-ban pedig a párt országgyűlési képviselő-jelöltje volt.
Az Emberi Erőforrások Minisztériumának sportért felelős helyettes államtitkára volt, 2014 júliusában mondott le. 2014. augusztus 1-jétől a fogyatékos emberek társadalmi integrációjával kapcsolatos feladatok ellátására nevezték ki négy hónapig.
2013 szeptemberétől a Nemzetközi Kerekesszékesvívó-szövetség (IWAS) elnökségi tagja, majd novembertől alelnöke, 2016 novemberétől elnöke.

## Családja
Nős, felesége Janicsek Anikó, volt válogatott tőrvívónő, aki kozmetikusként dolgozik. Két fiú és egy lánygyermek édesapja: Pál (1999), Laura (2002) és Dániel (2002).

## Róla
2002-ben jelent meg Reményik László Életbajnokok című könyve, amelyben különböző fizikai és pszichikai sérültséggel élő emberek mesélik el élettörténetüket. Az egyik fejezet róla szól. 2015-ben jelent meg az az interjúkötet, Ambrus Péter tollából, amelyben parasportolók életútját mutatják be viszonylag részletesen. Ennek egyik fejezete róla szól. 2016-ban mutatták be azt az 50 perces dokumentumfilmet, amelyben Becsey János, Dani Gyöngyi, Engelhardt Katalin és Ráczkó Gitta mellett az ő élettörténete is szerepel, bemutatva a magyar parasport történetét és sikereit. 2022 nyarán jelent meg a róla szóló interjúkötet, Kilőve a holdra címmel.

## Díjai, elismerései
- Jelena Muhina-díj (2011)[12]
- Prima díj (2013)
- Magyar Egyetemi-Főiskolai Sportszövetség „Egyetemi Sportért” Aranyplakett díja (2014)[13]
- Halassy Olivér-díj (2017)[14]
- Zugló díszpolgára (2018)[15]
- Gránit Oroszlán Példakép díj - Közéleti kategória (2019)[16]